# Prioria buchholzii
Prioria buchholzii là một loài thực vật có hoa trong họ Đậu. Loài này được (Harms) Breteler miêu tả khoa học đầu tiên năm 1999.